# 產經體育
產經體育（日语：サンケイスポーツ）是日本產業經濟新聞社（產經新聞社）發行的一部體育新聞。產經新聞東京本社發行關東版及東北版，產經新聞大阪本社則發行近畿版、東海・北陸版、中國・四國版。產經體育創刊於1955年。

## 外部連結
- SANSPO.COM （页面存档备份，存于）
- SANSPO.COM関西 （页面存档备份，存于）
- サンケイスポーツ的X（前Twitter）